# Meridiano (geografia)

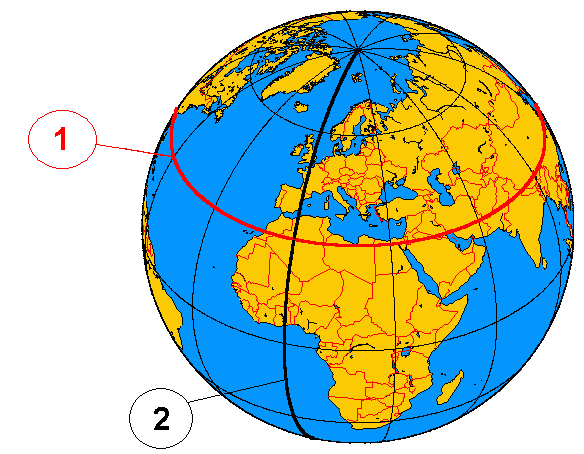
Meridiano, a negro (2); Paralelo (Circulo da latitude), a vermelho (1)

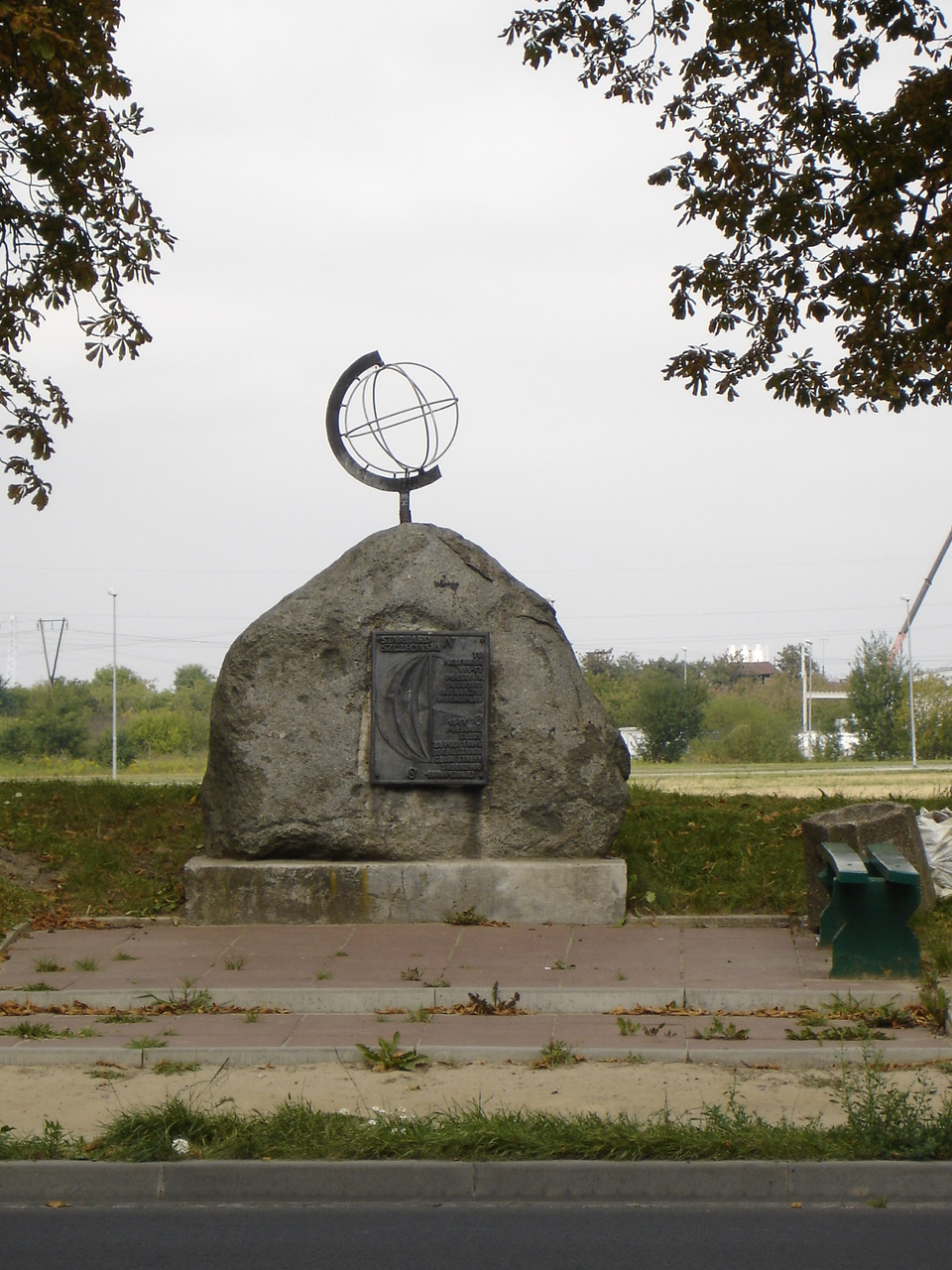
Monumento "15. Meridiano", Stargard, Polónia

Meridiano é qualquer semicírculo máximo que contenha os dois polos de um planeta. Os meridianos dividem a Terra como se ela fosse uma laranja com gomos. Um meridiano que recebe nome especial é o de Greenwich, em referência à cidade de mesmo nome, na Inglaterra. Medem 20 mil quilômetros.
O meridiano de Greenwich é também chamado de meridiano inicial ou de referência, pois é usado como referência para dividir a Terra nos hemisférios Ocidental e Oriental. Cada meridiano corresponde a um antimeridiano, no lado oposto da esfera terrestre.
Ao conjunto de dois meridianos opostos, formando uma circunferência ou uma elipse, conforme o caso, chama-se círculo meridiano. Cada círculo meridiano contém, portanto, um meridiano e o respectivo, antimeridiano ou meridiano contrário. Em cada meridiano, a longitude é constante. A posição sobre um determinado meridiano é dada pela latitude.
Meridiano internacional é aquele que é utilizado, por convenção internacional, como origem para a contagem das longitudes. É, desde, 1884, o meridiano que passa pelo Observatório de Greenwich, Inglaterra. Sobre o meridiano que passa por Greenwich, a longitude é igual a zero, contando-se para Leste (positiva) e para Oeste deste (negativa). Sobre o antimeridiano de Greenwich, também conhecido por Linha Internacional de Mudança de Data, a longitude é igual a 180º.
O termo "meridiano" vem do latim meridies, que significa, literalmente, "meio-dia"; os pontos subsolares nesta linha têm o meio-dia ao mesmo tempo. Fica claro, portanto, por que um meridiano geográfico, ou linha do meio-dia, não é um círculo máximo, mas sim um semicírculo máximo, ou arco de 180 graus. O Sol cruza um dado meridiano a meio caminho entre a hora do nascer-do-sol e a do pôr-do-sol naquele meridiano; no meridiano oposto, ou antimeridiano, é meia-noite. A mesma raiz latina deu origem aos termos Ante Meridiem ({\displaystyle AM}), antes do meio-dia, e Post Meridiem ({\displaystyle PM}), depois do meio-dia.

## Extremos
O par de meridianos (ou seja, uma volta completa à Terra) que corta mais terras e menos oceanos ou mares é aquele cuja longitude aproximada é de 23º a 24º Leste. Desde o Polo Sul, passa pela Antártida (Terra da Rainha Maud), pela África do Sul, indo até as proximidades de Cyrene, Líbia, passa pela Grécia, Bulgária, indo até o norte da Europa, cortando a Finlândia e o extremo norte da Noruega. Cerca de {\displaystyle {\frac {2}{3}}} da sua extensão são Terra firme, apenas {\displaystyle {\frac {1}{3}}} é Oceano.

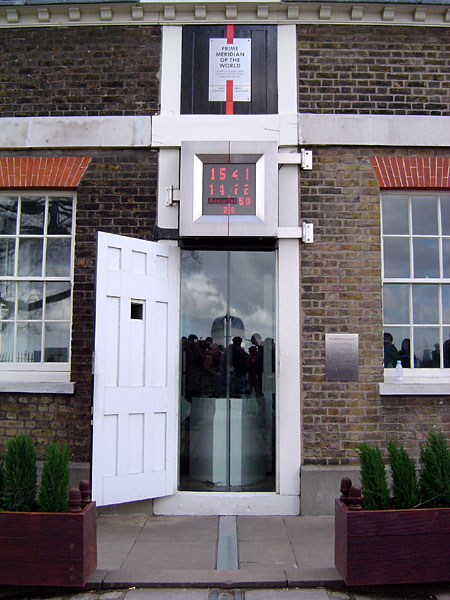
O meridiano internacional, assinalado no Observatório de Greenwich

Por sua vez, um meridiano que passa ligeiramente a leste da longitude 20° Leste apresenta o maior trecho contínuo sobre terras, cortando a África de Bengazi ao Cabo das Agulhas, numa extensão de 7420 km. Outros meridianos com grande extensão contínua sobre terras ficam: nas proximidades da longitude 104º leste, indo do Cabo Chelyuskin (Rússia) ao Golfo da Tailândia (sudeste do Camboja); outro fica entre as longitudes 66º e 67º oeste, indo das proximidades de Caracas até ao sul do Chile, no Estreito de Magalhães.
O mais longo trecho de meridiano que passa por um só país é o de longitude aproximada 53º20' que corta o Brasil do Chuí até às proximidades do extremo norte da fronteira Brasil-Guiana Francesa no Amapá, medindo cerca de 4050 km. No entanto, seu percurso não é exclusivo do Brasil. Além dos 4050 km, há mais uma extensão passando pela Guiana Francesa.
O Anti-Meridiano (180º) correspondente e antípoda, cerca de 156º a 157º Oeste, é quase todo marítimo, passando somente pelo Alasca.
O Círculo Meridiano (360º) com maior extensão em terra firme é aquele que passa nas longitudes 109º Leste e 71º Oeste. Passa pela Península Antártica, corta a América do Sul da Terra do Fogo até à Venezuela. Passa pelo nordeste dos Estados Unidos, pela província de Quebec no Canadá, pela Sibéria, Mongólia, República Popular da China, Bornéu, Java e Terra de Wilkes (Antártida).
O mais longo trecho de um meridiano passando exclusivamente por um único país é o trecho de 4022 km de extensão do meridiano 51º31'13" Oeste, que vai do extremo norte do Amapá (lat. 4º25'22"N) às proximidades da saída da Lagoa dos Patos para o mar, RS, (lat. 31º44'58"S);
O mais "marítimo" dos Meridianos é o que passa pelo Estreito de Bering e pelo Mar de Ross (Antártida), de longitude 170º Oeste.
O mais marítimo dos Círculos Meridianos é o que passa pouco a oeste da África (Dakar), longitude 18º Oeste, corta uma curta extensão da Antártida, na longitude 162º Leste, passa a oeste da Nova Zelândia e corta o leste da Sibéria.
O Círculo Meridiano que passa nas longitudes 29°E e 151°W divide as terras emersas em duas aproximadamente áreas iguais. A leste do meridiano 29°E e oeste do 151°W ficam toda a Ásia, toda a Oceania, o leste da África, a Rússia Europeia, partes do extremo leste da Europa, a metade oeste do Alasca e 54% da Antártida.